# Naps
Naps (* 27. Juli 1991 in Marseille, Bouches-du-Rhône; bürgerlich Nabil Arlabelek) ist ein französischer Rapper algerischer Herkunft.

## Leben und Karriere
Geboren und aufgewachsen in Marseille, begann er im Alter von 15 Jahren eigene Liedtexte zu verfassen. Im Jahr 2008 trat er der Gruppe Click 11.43 bei und war als Teil der Gruppe größtenteils im nördlichen Gebiet von Marseille aktiv. Während deren Laufbahn entstanden unter anderem künstlerische Zusammenarbeiten mit Rappern wie Soolking oder Fianso. 2014 trat Naps erstmals als Solokünstler zum Vorschein und veröffentlichte im September 2014 die Single Ma ville et ma vie. Sein Debütalbum mit demselben Namen erschien am 13. April 2015. Es erreichte Platz 166 der französischen Albumcharts und damit nur wenig kommerziellen Erfolg. Wesentlich erfolgreicher hingegen zeigte sich sein zweites Studioalbum Pochon bleu aus dem Jahr 2017. Es stieg bis auf Platz vier in Frankreich und wurde seither mit Doppelplatin für über 200.000 verkaufte Einheiten ausgezeichnet. Nur wenige Monate später erschien mit À l’instinct sein drittes Studioalbum. Es enthielt Zusammenarbeiten mit Le Rat Luciano, Soolking, Fianso und Alonzo. Bereits in der ersten Verkaufswoche konnte das Projekt über 23.000 Einheiten absetzen und wurde noch im selben Jahr in Frankreich mit Platin ausgezeichnet. Am 28. Juni 2019 folgte das Album On est fait pour ça und konnte an die Erfolge der vorherigen beiden Alben anknüpfen. Mit Platz zwei erreichte der Rapper damit außerdem seine bis dato höchste Platzierung in den französischen Charts. Im Februar 2020 veröffentlichte er die Zusammenarbeit 6.3 mit dem Rapper Ninho und stieg das erste Mal auf Platz eins der französischen Singlecharts. Das dazugehörige Album Carré VIP erschien noch im selben Monat und enthält Gastauftritte von Rap-Kollegen Vald, Soolking, Sch und Ninho.

## Diskografie
Studioalben

| Jahr | Titel Musiklabel                                              | Höchstplatzierung, Gesamtwochen, AuszeichnungChartplatzierungen (Jahr, Titel, Musiklabel, Platzierungen, Wochen, Auszeichnungen, Anmerkungen) | Höchstplatzierung, Gesamtwochen, AuszeichnungChartplatzierungen (Jahr, Titel, Musiklabel, Platzierungen, Wochen, Auszeichnungen, Anmerkungen) | Höchstplatzierung, Gesamtwochen, AuszeichnungChartplatzierungen (Jahr, Titel, Musiklabel, Platzierungen, Wochen, Auszeichnungen, Anmerkungen) | Anmerkungen                                                |
| Jahr | Titel Musiklabel                                              | FR | BEW | CH | Anmerkungen                                                |
| ---- | ------------------------------------------------------------- | --- | --- | --- | ---------------------------------------------------------- |
| 2015 | Ma ville & ma vie 13ème Art Music                             | FR166 (1 Wo.)FR | — | — | Erstveröffentlichung: 13. April 2015                       |
| 2017 | Pochon bleu 13 Art Records                                    | FR4 ×3Dreifachplatin · (102 Wo.)FR | BEW46 (43 Wo.)BEW | — | Erstveröffentlichung: 19. Mai 2017 Verkäufe: + 300.000     |
| 2018 | À l’instict 13 Art Records                                    | FR3 ×2Doppelplatin · (99 Wo.)FR | BEW27 (31 Wo.)BEW | — | Erstveröffentlichung: 9. März 2018 Verkäufe: + 200.000     |
| 2019 | On est fait pour ça 13ème Art Music, OK Many Industrie        | FR2 ×2Doppelplatin · (148 Wo.)FR | BEW20 (23 Wo.)BEW | CH27 (2 Wo.)CH | Erstveröffentlichung: 28. Juni 2019 Verkäufe: + 200.000    |
| 2020 | Carré VIP 13ème Art Music, OK Many Industrie                  | FR3 Platin · (82 Wo.)FR | BEW14 (18 Wo.)BEW | CH30 (1 Wo.)CH | Erstveröffentlichung: 28. Februar 2020 Verkäufe: + 100.000 |
| 2021 | Les mains faites pour l’or 13ème Art Music, OK Many Industrie | FR1 ×2Doppelplatin · (148 Wo.)FR | BEW13 (26 Wo.)BEW | CH13 (1 Wo.)CH | Erstveröffentlichung: 2. April 2021 Verkäufe: + 200.000    |
| 2021 | Best Life 13ème Art Music, OK Many Industrie                  | FR1 Platin · (111 Wo.)FR | BEW7 (10 Wo.)BEW | CH19 (2 Wo.)CH | Erstveröffentlichung: 8. Oktober 2021 Verkäufe: + 100.000  |
| 2022 | La TN (Team Naps) 13ème Art Music, OK Many Industrie          | FR2 Gold · (63 Wo.)FR | BEW13 (14 Wo.)BEW | CH14 (2 Wo.)CH | Erstveröffentlichung: 17. Juni 2022 Verkäufe: + 50.000     |
| 2023 | En temps réel 13ème Art Music, OK Many Industrie              | FR1 Gold · (69 Wo.)FR | BEW12 (7 Wo.)BEW | CH12 (1 Wo.)CH | Erstveröffentlichung: 28. April 2023 Verkäufe: + 50.000    |
| 2024 | Mec de cité simple 13ème Art Music, OK Many Industrie         | FR4 (14 Wo.)FR | BEW15 (4 Wo.)BEW | CH65 (1 Wo.)CH | Erstveröffentlichung: 21. Juni 2024                        |